# Søren Ulrik Vestergaard
Søren Ulrik Vestergaard (ur. 4 maja 1987) – duński piłkarz grający na pozycji napastnika. W swojej karierze występował w zespołach Silkeborg IF, Randers FC oraz Viborg FF.
W pierwszej lidze duńskiej rozegrał 55 spotkań i zdobył 9 bramek.